# Cao Ngạc
Cao Ngạc (giản thể: 高鹗; phồn thể: 髙鶚; bính âm: Gāo è) (khoảng 1738 - 1815), tự là Lan Thự, cũng tự là Vân Sĩ, biệt hiệu là Hồng Lâu ngoại sĩ (người ở ngoài lầu hồng). Ông là người trong Tương Hoàng kỳ nội vụ phủ, thời kỳ nhà Thanh, người tộc Mãn, được cho là đã viết tiếp 40 hồi cuối của Thạch đầu ký và đổi tên tác phẩm này thành Hồng lâu mộng.

## Thân thế
Tổ tiên của Cao Ngạc ở huyện Thiết Lĩnh, tỉnh Liêu Ninh. Thời niên thiếu, ông thích đi chơi với con gái, là người "Thiên tài minh mẫn, ngộ sự như chuỳ thoát dĩnh, vô sở bất biện" (Tài năng thiên bẩm minh mẫn, làm việc như chuỳ tróc lúa, không nơi nào là không đủ).
Ông giỏi về kinh sử, văn bát cổ, thi từ, tiểu thuyết, hát tuồng, hội họa, "kim thạch chi học diệc mỹ bất thông hiểu" (văn bia không có gì là không thông hiểu). Ông nóng lòng muốn tiến thân lập công danh, nhưng đi thi không đỗ. Năm Càn Long thứ 53 (1788), Cao Ngạc thi Hương đỗ cử nhân. Năm Càn Long thứ 60 (1795), ông thi Đình đỗ tiến sĩ tam giáp, lần lượt làm chức Lịch quan nội các trung thư, Nội các thị độc.
Năm Gia Khánh thứ sáu (1801), đảm nhiệm việc khảo xét kỳ thi Hương và khảo thí quan lại. Năm thứ 14 (1809), Thị độc tuyển ông làm chức Giang Nam đạo Giám sát ngự sử. Đến năm thứ 18 (1813), Cao Ngạc được thăng chức Hình khoa cấp sự trung, làm quan được đánh giá là "tháo thủ cẩn, chính sự cần, tài cụ trưởng" (giữ gìn cẩn trọng, chính sự cần mẫn, tài năng đứng đầu).

## Viết tiếp Hồng lâu mộng
Cao Ngạc và Trình Vĩ Nguyên là những người đầu tiên xuất bản bộ tiểu thuyết Hồng lâu mộng đủ 120 hồi (các bản trước đây như Chi Nghiễn Trai trùng bình Thạch Đầu Ký chỉ có 80 hồi). Trong các tài liệu chính thức, người ta vẫn ghi tác giả 80 hồi đầu Hồng Lâu Mộng là Tào Tuyết Cần, tác giả 40 hồi cuối là Cao Ngạc. Tuy nhiên những năm gần đây, có ý kiến cho rằng 40 hồi cuối của Hồng Lâu Mộng là do Cao Ngạc cùng với Trình Vĩ Nguyên viết, cũng có quan điểm rằng 40 hồi cuối hoặc do Cao Ngạc viết, hoặc do Trình Vĩ Nguyên viết. Cũng có quan điểm cho rằng tác giả 40 hồi cuối là một người khác, Trình và Cao chỉ làm công việc biên tập, sửa sang mà thôi. Lại có ý kiến cho rằng 40 hồi cuối là di cảo của Tào Tuyết Cần. Năm 1981, Trần Bính Tảo thông qua các số liệu thống kê về Hồng Lâu Mộng đã kết luận rằng toàn bộ 120 hồi đều là nguyên tác của Tào Tuyết Cần. Cho đến nay, cuộc tranh luận về tác giả của 40 hồi cuối (cũng như 80 hồi đầu) của Hồng lâu mộng vẫn chưa ngã ngũ.
Trong bài Thuyền sơn thi thảo - Tặng Cao Lan Thự đồng niên của Trương Vấn Đào có tiểu chú rằng: "Truyền kỳ Hồng Lâu Mộng bát thập hồi dĩ hậu, câu Lan Thự sở bổ" (Truyền kỳ Hồng Lâu Mộng sau tám mươi hồi đều do Cao Ngạc bổ sung), lại có thêm câu "Hiệp khí quân năng không tử tắc, Diễm tình nhân tự thuyết Hồng Lâu". Bản thân Cao Ngạc cũng đã viết một bài thơ đề rằng "Trọng đính Hồng Lâu Mộng tiểu thuyết ký thuân đề" (Hiệu đính tiễu thuyết Hồng Lâu Mộng đã đề xong). Lời Tựa Hồng Lâu Mộng (Hồng Lâu Mộng tự) của Trình Vĩ Nguyên, Tựa Hồng Lâu Mộng của Cao Ngạc và Lời Mở đầu Hồng Lâu Mộng (Hồng Lâu Mộng dẫn ngôn) của Trình, Cao đều viết rằng Cao Ngạc tế gia ly dịch, tiệt trường bổ đoản, sao thành toàn bộ (bổ sung, sửa sang, chọn lọc kỹ lưỡng, cắt bỏ phần dài thêm vào phần ngắn, sao lục thành bộ). Nhà Hồng học Chu Nhữ Xương mạt sát Cao Ngạc rất gay gắt, gọi Cao Ngạc là ty bỉ (hèn hạ), bại loại (thối tha).

## Các tác phẩm khác
Ngoài 40 hồi tục biên Hồng lâu mộng, Cao Ngạc còn có nhiều tác phẩm khác: Thanh sử cảo - Văn uyển nhị có chép Lan Thự thi sao, Dương Tông Hy trong Bát kỳ văn kinh có chép Cao Lan Thự tập, đến nay đều bị thất truyền. Hiện nay còn Lan Thự thập nghệ (bản thảo), Lại trị tập yếu cùng tập thơ Nguyệt tiểu sơn phòng di cảo và tập từ Nghiễn Hương từ - Lộc tồn thảo.